# Armin Laschet
Armin Laschet (Aachen, 18 de febrer de 1961) és un polític alemany. Des del 27 de juny de 2017 és l'11è Ministre-President del Rin del Nord-Westfàlia, l'estat més poblat d'Alemanya i, des del gener de 2021, president de la CDU. Fou el seu candidat en les eleccions federals alemanyes del mateix any però caigué derrotat i decidí apartar-se del lideratge del partit.

## Trajectòria
Després de les eleccions federals de 1994, Laschet es va convertir en membre del Bundestag alemany. Va servir en la Comissió de Cooperació Econòmica i Desenvolupament, així com en la Comissió d'Assumptes de la Unió Europea.
A les eleccions al Parlament Europeu del 1999 va ser elegit eurodiputat. Va ser membre de la Comissió de Pressupostos entre 1999 i 2001 i de la Comissió d'Afers exteriors entre 2002 i 2005. En aquesta última, va ser ponent del Parlament sobre les relacions entre la UE i les Nacions Unides.
Forma part del Comitè Executiu de la Internacional Demòcrata de Centre.
El 2005 va ser nomenat Ministre Estatal per a les Generacions, la Família, la Dona i la Integració, i en 2010 com a Ministre Estatal d'Assumptes Federals, Europa i Mitjans de comunicació. El 2012 va esdevenir president estatal de la CDU al Rin del Nord-Westfàlia. El 4 de desembre de 2012 va ser triat com un dels cinc vicepresidents de la CDU a nivell nacional, servint al costat de Volker Bouffier, Julia Klöckner, Thomas Strobl i Ursula von der Leyen.
Com a membre del Parlament Regional del Rin del Nord-Westfàlia, va dirigir el grup parlamentari del seu partit i també des de 2014 va ser membre de la Comissió de Reforma Constitucional de Renània del Nord-Westfàlia, dirigida per Rainer Bovermann.
En les negociacions per formar una Gran coalició entre la CDU/CSU i els socialdemòcrates (SPD) després de les eleccions federals de 2013, Laschet va formar part de la delegació democristiana en el grup de treball sobre política energètica, dirigit per Peter Altmaier i Hannelore Kraft.
Al novembre de 2015, Laschet va visitar el camp de refugiats de Zaatari a Jordània per aprendre més sobre la difícil situació dels sirians que fugen de la violència de la guerra civil siriana que va esclatar en 2011.
Al novembre de 2016, Laschet va ser triat candidat principal de la CDU per a les eleccions estatals de Renània del Nord-Westfàlia al maig de 2017. Al febrer de 2017 va ser delegat de la CDU en l'Assemblea Federal constituïda amb el propòsit de triar al President d'Alemanya.
Les eleccions estatals del Rin del Nord-Westfàlia de 2017 van ser guanyades per la CDU, fet que va permetre que Laschet es convertís en Ministre-President el 27 de juny, succeint a Hannelore Kraft.
El 16 de gener de 2021, va esdevenir president de la CDU, en substitució d'Annegret Kramp-Karrenbauer, qui havia renunciat el febrer del 2020. El congrés on es farien les votacions, previst per a aquell abril, es va haver d'ajornar per la Covid i altre cop en les noves dates del desembre. En el congrés definitiu Laschet es va imposar per 521 a 466 vots a Friedrich Merz, el candidat més conservador, qui en la primera volta havia quedat cinc vots per davant, però va dimitir després de la derrota del partit a les eleccions federals alemanyes de 2021.